# The Kill Team
The Kill Team ist ein Kriegsdrama von Dan Krauss. Der Film feierte am 27. April 2019 beim Tribeca Film Festival seine Premiere. Der Film handelt von einem US-amerikanischen Soldaten, dessen Einheit während des Afghanistan-Krieges Kriegsverbrechen an der Zivilbevölkerung begeht, sowie seinem immer verzweifelteren Versuch, mit dieser Situation umzugehen. Die Handlung basiert auf den Kill-Team-Morden in Afghanistan.

## Handlung
Andrew Briggman bereitet sich auf seinen Dienst in der United States Army vor. In seiner Freizeit trainiert der junge Mann in seinem Zimmer. Dabei tut er so, als würde er dem feindlichen Feuer ausweichen. Ein Spielzeug-Basketballkorb und sein Skateboard werden dabei zum Kriegsgerät. Andrew glaubt, er sei bereit für den Krieg und will in die Fußstapfen seines Vaters treten.
Als der 18-Jährige schließlich 2009 nach Afghanistan geschickt wird, ohne genau zu wissen, worum es bei ihrem Einsatz überhaupt geht, wird der Anführer seiner Einheit durch eine IED getötet. Der neue Anführer, Sergeant Deeks, erklärt seinen Untergebenen, wann und warum die Tötung von Menschen ethisch nicht nur gerechtfertigt, sondern auch notwendig sei. Sie als Soldaten seien rechtschaffen und die Schlachten edel, eine Vorstellung, die durch den alltäglichen Anblick verstümmelter Soldaten sowie Anekdoten über normal aussehende arabische Familien, die mit Sprengstoff beladene Autos herumfahren, unterstützt wird. Briggman gerät hierdurch in ein moralisches Dilemma.
Während eines Einsatzes erschießt der MG-Schütze der Einheit, Coombs, einen afghanischen Jungen, der angeblich eine Handgranate auf ihn geworfen habe. Dies schockiert Briggman. Es kommt zu weiteren derartigen Vorfällen, was Briggman immer mehr zweifeln lässt. Sergeant Deeks gibt sich derweil seiner Einheit gegenüber als kumpelhafter Anführer, der seinen Männern auch illegale Dinge wie Drogenkonsum durchgehen lässt, Grillfeiern veranstaltet, mit ihnen gemeinsam Videospiele spielt und für alle Sorgen und Nöte ein offenes Ohr anbietet. Dadurch entsteht eine verschworene, gewaltverherrlichende Gemeinschaft, die jeden Mord sogar ausgiebig feiert. Briggman kann sich jedoch nicht so recht in die Gruppe einfinden und isoliert sich zunehmend.
Später, nachdem die Einheit mehrere Zivilisten erschossen hat, schreibt Briggman dies seinem Vater, der daraufhin plant, den CID anzurufen. Eines Tages ermittelt der CID auch tatsächlich aufgrund eines anonymen Tipps gegen die Einheit. Wie Briggman erst im Nachhinein erfährt, ging es dabei jedoch um Drogenkonsum. Gemeinsam mit Sergeant Deeks prügeln die Männer Marquez krankenhausreif, den sie für den Spitzel halten. Dieser muss daraufhin für mehrere Wochen ins Lazarett. Briggman ist dadurch nun endgültig verängstigt und befürchtet, dass ihm ein ähnliches Schicksal widerfährt, wenn auffliegt, dass er mit seinem Vater über die Morde gesprochen hat. So fürchtet er sogar bei Scherzen seiner Kameraden auf dem Schießstand um sein Leben. Später teilt er Sergeant Deeks nun auch offen mit, dass er die Handlungen seines Teams nicht gutheißt, und wird in der Folge von diesem eingeschüchtert. Zugleich rechtfertigt Sergeant Deeks die Morde mit der Verwischung des klassischen Gut-Böse-Schemas im Rahmen einer asymmetrischen Kriegführung wie der im Afghanistan-Krieg.
Als die Einheit erneut in einem Dorf Zivilisten befragen soll, plant Sergeant Deeks einmal mehr die Ermordung eines unbewaffneten Mannes. Diesmal soll sich auch Briggman an dem Verbrechen beteiligen, was dieser nach längerem Zögern und innerem Ringen auch tut. Wenig später kehrt Marquez aus dem Lazarett zurück und erklärt Briggman, dass er die gesamte Einheit aus Rache verraten habe. Die Soldaten, darunter auch Briggman, werden nun von der Militärpolizei verhaftet und nach Hause geflogen, wo sie eine Anklage erwartet.
Im Abspann wird schließlich der wahre Ausgang der Kill-Team-Morde dargestellt: Fünf Soldaten wurden wegen vorsätzlicher Tötung an Zivilisten angeklagt. Lediglich ein Soldat bekannte sich der fahrlässigen Tötung schuldig und belastete seinen Staff Sergeant. Er wurde schließlich zu drei Jahren Haft verurteilt, der Staff Sergeant zu lebenslanger Haft.

## Produktion
Produziert wurde der Film von Adrián Guerra, Isaac Klausner, Marty Bowen und Wyck Godfrey.
Regie führte Dan Krauss, der auch das Drehbuch schrieb. Basierend auf dem 2013 beim Tribeca Film Festival und mit dem Independent Spirit Award ausgezeichneten gleichnamigen Dokumentarfilm erzählt The Kill Team die wahre Geschichte eines Infanteristen in Afghanistan, der in Gräueltaten seiner Gruppe an Zivilisten verwickelt wurde. Krauss weicht zwar nicht von den Tatsachen des Falls ab, hat jedoch die Namen der Personen geändert, angefangen mit dem Protagonisten Andrew Briggman, dessen eigentlicher Name Adam Winfield war. Als „Kill Team“ wurden Angehörige der United States Army im Rahmen der Kill-Team-Morde in Afghanistan bezeichnet.
Die Hauptrolle von Andrew Briggman übernahm Nat Wolff. Sein Vater, ein ehemaliger Marine, wird von Rob Morrow gespielt. Alexander Skarsgård übernahm die Rolle von Briggmans Vorgesetzten Sergeant Deeks.
Die Dreharbeiten fanden auf Fuerteventura, einer der Kanarischen Inseln statt. Als Kameramann fungierte der Franzose Stéphane Fontaine.
Das Kriegsdrama wurde von Ende April bis Anfang Mai 2019 beim Tribeca Film Festival in der Sektion Spotlight Narrative gezeigt. Im August 2019 wurde er beim Melbourne International Film Festival vorgestellt.

## Rezeption

### Altersfreigabe
In den USA erhielt der Film von der MPAA ein R-Rating, was einer Freigabe ab 17 Jahren entspricht.

### Kritiken
Der Film stieß bislang auf die Zustimmung von 70 Prozent aller Kritiker bei Rotten Tomatoes.
Nick Schager von Variety schreibt, zwar würden diejenigen, die die Geschichte kennen, durch den Film nichts Neues erfahren, doch Dan Krauss verdeutliche den wörtlichen und moralischen Morast, in dem man sich in solchen militärischen Situationen wiederfindet. So sei The Kill Team zu einem Exposé darüber geworden, wie sich ehrbare, junge Soldaten mit Gräueltaten auseinandersetzen müssen. Hierbei helfen der zunehmend desillusionierte und verängstigte Nat Wolff und ein äußerst bedrohlicher Alexander Skarsgård mit seinem boshaften Lächeln und einem entspannten Selbstbewusstsein, der zeige, dass das Böse manchmal in Gestalt eines väterlichen Freundes auftauche. Er spiele Sergeant Deeks als eine unheimliche Autoritätsperson.
John Fink von The Film Stage schreibt, Krauss habe seinen Dokumentarfilm aus dem Jahr 2013 über den Kampf einer Familie gegen die Militärgerichtsbarkeit in einen handfesten Kriegsthriller verwandelt. Dabei baue der charismatische Sergeant Deeks geschickt Vertrauen bei seinem jungen Team und mit der Präzision eines Kinderschänders auf. Es sei unmöglich, die bereits in seinem Dokumentarfilm gemachten Aussagen zu ignorieren, der Jahre vor der Entstehung der #MeToo-Bewegung veröffentlicht wurde und in Finks Augen eine Studie darüber ist, wie mächtige, erfolgreiche und charismatische Männer mit abscheulichen Verbrechen davonkommen, während Briggman und sein Vater einen harten Kampf ausfechten mussten, um Deeks vor Gericht zu bringen. The Kill Team sei auch eine Männlichkeitsstudie, die nicht die Sexualität oder sexuelle Identität beleuchte, sondern das Töten als einen Beweis für die Stammesangehörigkeit sehe.
Laut dem Lexikon des internationalen Films „liefert [der Film] eine redliche Rekapitulation der Ereignisse“, die „[d]ramaturgisch … mitunter etwas schwerfällig aus[fällt] und … in der Charakterzeichnung nicht allzu sehr in die Tiefe [geht].“